# Costas Los

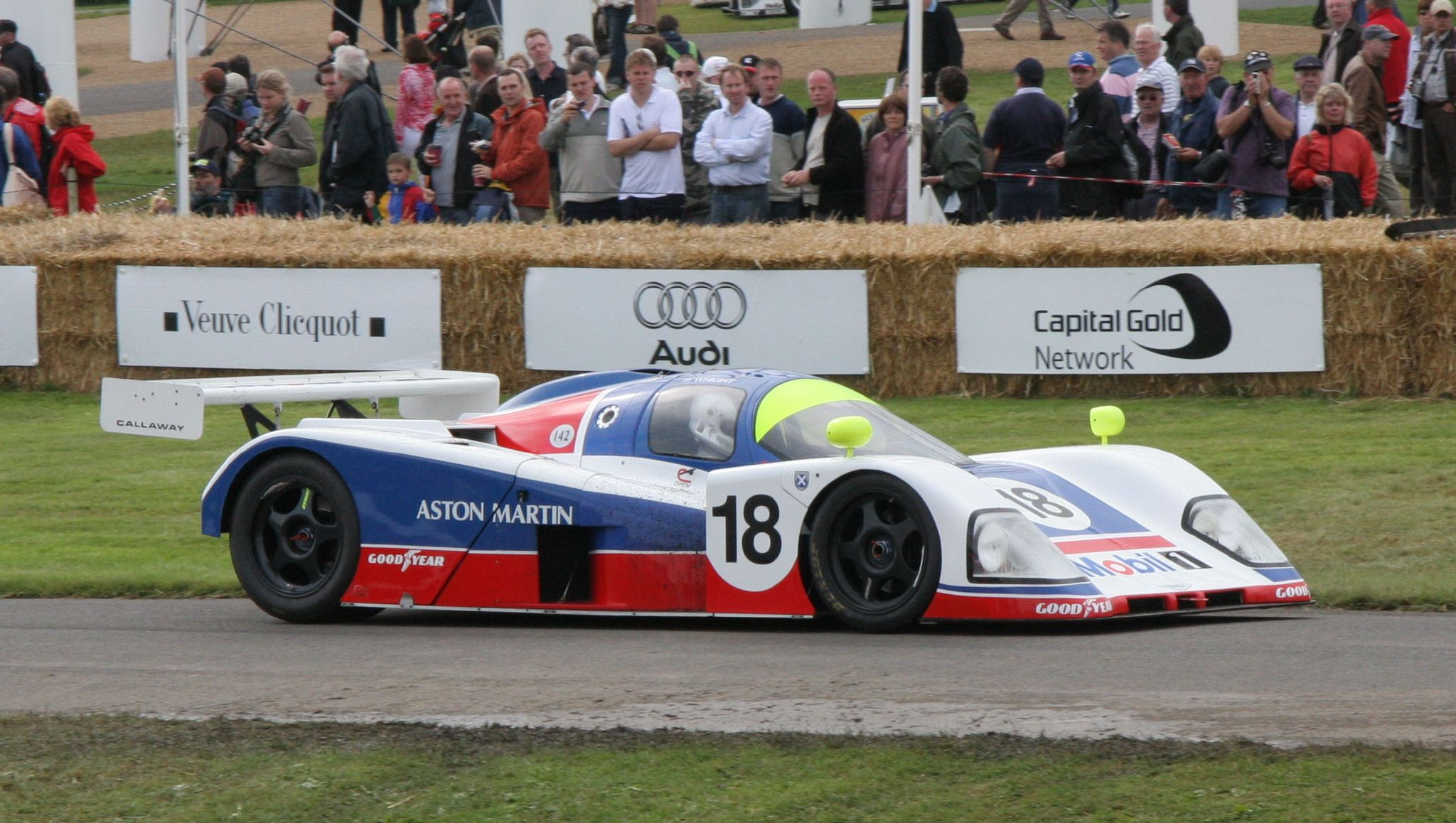
Der Aston Martin AMR1 mit dem Costas Los beim 24-Stunden-Rennen von Le Mans 1989 am Start war

Costas Antonios Los (* 31. Januar 1955 in London) ist ein ehemaliger griechischer Automobilrennfahrer.

## Karriere im Motorsport
Los war in den 1980er- und 1990er-Jahren als Sportwagenpilot bekannt und der erste Grieche, der als Fahrer am 24-Stunden-Rennen von Le Mans teilnahm. 1983 kam er nach Großbritannien, um Rennen zu fahren. 1984 erhielt er einen Vertrag bei Lyncar Motorsport und fuhr gemeinsam mit John Nicholson einige Rennen zur Sportwagen-Weltmeisterschaft. Das Konzept des Lyncar MS83 war jedoch erfolglos. 1986 gab er sein Debüt in Le Mans, wo der neunte Gesamtrang 1987 sein bestes Ergebnis blieb.
Los bestritt Sportwagenrennen bis 1993 und zog sich dann vom Rennsport zurück.

## Statistik

### Le-Mans-Ergebnisse
| Jahr | Team                     | Fahrzeug          | Teamkollege     | Teamkollege      | Platzierung     | Ausfallgrund     |
| ---- | ------------------------ | ----------------- | --------------- | ---------------- | --------------- | ---------------- |
| 1986 | Cosmik Racing Promotions | March 84G         | Raymond Touroul | Neil Crang       | Disqualifiziert |                  |
| 1987 | Cosmik GP Motorsport     | Tiga GC287        | Dudley Wood     | Tom Hessert      | Rang 9          |                  |
| 1988 | Cosmik GP Motorsport     | Spice SE87C       | Wayne Taylor    | Evan Clements    | Ausfall         | Kupplungsschaden |
| 1989 | Aston Martin             | Aston Martin AMR1 | Brian Redman    | Michael Roe      | Rang 11         |                  |
| 1990 | Courage Compétition      | Nissan R89C       | Alain Cudini    | Hervé Regout     | Rang 22         |                  |
| 1993 | Stéphane Ratel           | Venturi 500LM     | Claude Brana    | Johannes Badrutt | Ausfall         | Unfall           |

### Sebring-Ergebnisse
| Jahr | Team                  | Fahrzeug    | Teamkollege      | Teamkollege      | Platzierung | Ausfallgrund |
| ---- | --------------------- | ----------- | ---------------- | ---------------- | ----------- | ------------ |
| 1986 | Roy Baker Promotions  | Tiga GC285  | Dudley Wood      |                  | Ausfall     | Defekt       |
| 1989 | Spice Engineering USA | Spice SE89P | Jeff Kline       |                  | Rang 11     |              |
| 1991 | Essex Racing          | Kudzu DG-1  | Tom Hessert      |                  | Ausfall     | Motorschaden |
| 1992 | Comptech Racing       | Spice SE90P | Ruggero Melgrati | Parker Johnstone | Ausfall     | Motorschaden |

### Einzelergebnisse in der Sportwagen-Weltmeisterschaft
| Saison | Team                                                | Rennwagen                         | 1   | 2   | 3   | 4   | 5   | 6   | 7   | 8   | 9   | 10  | 11  |
| ------ | --------------------------------------------------- | --------------------------------- | --- | --- | --- | --- | --- | --- | --- | --- | --- | --- | --- |
| 1984   | Lyncar Motorsport                                   | Lyncar MS83                       | MON | SIL | LEM | NÜR | BRH | MOS | SPA | IMO | FUJ | KYA | SAN |
| 1984   | Lyncar Motorsport                                   | Lyncar MS83                       | DNF | DNF |     |     | DNF | DNF |     | DNF |     |     |     |
| 1985   | Cosmic Racing                                       | March 84G                         | MUG | MON | SIL | LEM | HOK | MOS | SPA | BRH | FUJ | SEL |     |
| 1985   | Cosmic Racing                                       | March 84G                         |     |     |     |     | DNF | DNF | 7   | 7   | DNF | 8   |     |
| 1986   | Cosmic Racing                                       | March 84G                         | MON | SIL | LEM | NÜN | BRH | JER | NÜR | SPA | FUJ |     |     |
| 1986   | Cosmic Racing                                       | March 84G                         | 7   | DNF | DNF | DNF | 9   | 9   | 10  | 18  | 18  |     |     |
| 1987   | Cosmik Racing Chamberlain Engineering GP Motorsport | Tiga GC286 Spice SE86C Tiga GC287 | JAR | JER | MON | SIL | LEM | NÜN | BRH | NÜR | SPA | FUJ |     |
| 1987   | Cosmik Racing Chamberlain Engineering GP Motorsport | Tiga GC286 Spice SE86C Tiga GC287 | DNF | DNF | DNF | DNF | 9   | DNF | DNF | 9   | DNF | DNF |     |
| 1988   | GP Motorsport                                       | Spice SE87C                       | JER | JAR | MON | SIL | LEM | BRÜ | BRH | NÜR | SPA | FUJ | SAN |
| 1988   | GP Motorsport                                       | Spice SE87C                       | 8   | DNF | DNF | DNF | DNF | DNF | 6   | 16  | DNF | 13  | DNF |
| 1989   | Spice Engineering France Prototeam                  | Spice SE89C Spice SE88C           | SUZ | DIJ | JAR | BRH | NÜR | DON | SPA | MEX |     |     |     |
| 1989   | Spice Engineering France Prototeam                  | Spice SE89C Spice SE88C           |     | 14  |     | 15  |     |     |     |     |     |     |     |
| 1990   | Courage Compétition Spice Engineering               | Cougar C24S Spice SE90C           | SUZ | MON | SIL | SPA | DIJ | NÜR | DON | MOT | MEX |     |     |
| 1990   | Courage Compétition Spice Engineering               | Cougar C24S Spice SE90C           |     |     | 16  | 20  |     | 7   |     |     |     |     |     |